# T. Ágoston László
T. Ágoston László (Tass, 1942. október 14. – Budapest, 2017. július 13.) magyar író, újságíró volt, a Krúdy Gyula Irodalmi Kör alapító tagja, írószövetségi tag, számos könyv szerzője, Lenkey János tábornok leszármazottja, az 1848–49-es forradalom és szabadságharc kutatója. Többszörösen elismert novellista. Munkássága egyik csúcspontja A két Lenkey című történelmi regénye, amely az 1848/49-es szabadságharcban Lengyelországból a forradalom megsegítésére hazajövő Lenkey-huszárok történetét meséli el. A könyv megjelenése után több egyetemen tartott előadásokat a témáról és a Lenkey Társaság Kulturális Örökség Egyesület felügyelőbizottsági tagjává választották. Fia Ágoston László énekes-menedzser, a Moltopera Társulat alapítója.

## Életpályája

### Újságíróként
Vidéki iparoscsaládban született Tasson, két testvére van. Apjától asztalosmesterséget tanult, a kétkezi munka és a falu világa számos novellájának ihletője, de felnőttként kiállt a gyalupad mögül és Budapestre költözött. Rossz káderlapja miatt betanított munkásként tudott csak elhelyezkedni és csak hosszú évek után, 1970-ben kezdhette el az újságíró iskolát, főiskolai diplomát 36 évesen szerzett. Újságíróként elsősorban üzemi, intézményi lapoknál dolgozott (Tungsram; Egészségügyi Dolgozó; stb.), de pályája során volt a Pest megyei hírlap, a Sporthorgász és több más országos lap munkatársa is.

### Szépíróként

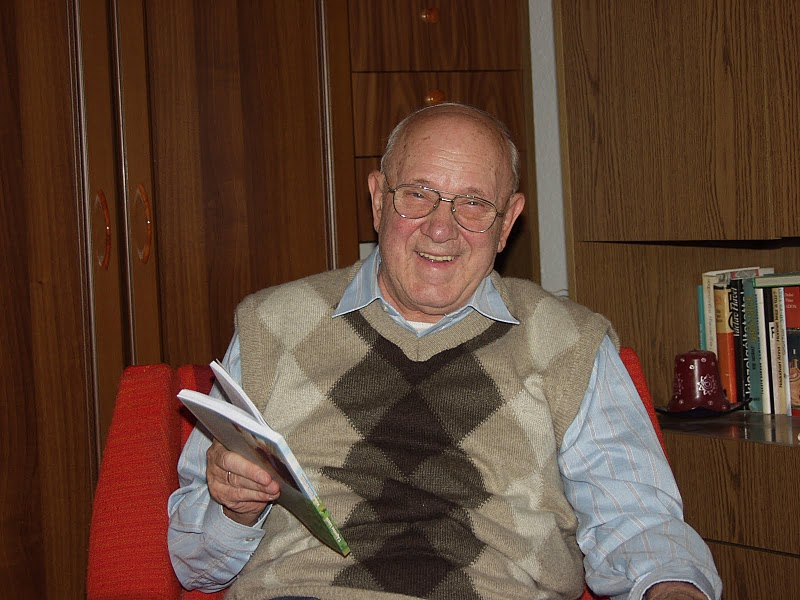
T. Ágoston László 2011-ben

T. Ágoston László életművének fő sodrát szépírói tevékenysége adja. Elsőként a Kelet Népénél fiatalon még Móricz Zsigmonddal is együtt dolgozó Kopré József figyelt fel tehetségére. Ekkor jelent meg első novellája 1966 decemberében, a Csepel újságban. Ezután több mint ezer alkalommal jelentek meg írásai a Népszava, Népszabadság, Nők Lapja, megyei lapok, Somogy, Hévíz, Hevesi Szemle, Új Hevesi Napló, Lant, Polisz, Ezredvég, Új Horizont, Keresztény Élet, Amerikai Magyar Népszava, Amerikai Magyar Szó, Bécsi Napló, kanadai Krónika, belgiumi Kilátó és sok más kiadvány hasábjain. 1981-től 88-ig a Honismeret folyóirat szerkesztőbizottságának elnöke volt. Bár írásait negyedszáz antológiába válogatták be, első önálló kötetére mégis 2001-ig kellett várni.
1982-ben a Krúdy Gyula Irodalmi Kör alapító főtitkára, a rendszerváltás után az Írók Szakszervezetének tagja, 1991–1992 között az Írók Alapítványa kuratóriumi tagja. A 2001-es Hol lakik az Isten? után több kiadó is felfedezte munkásságát, és volt olyan év, amikor három kötete is megjelent. 2008-ban a tagjai közé választotta a Magyar Írószövetség. A főváros XVII. kerületében, Rákoshegyen élt; a Rákosmenti Irodalmi Műhely tagja volt.

## Legjelentősebb elismerései
- Krúdy Emlékérem (1989)
- a Szabad Magyar Újságírók Szövetsége /Washington/ dicsérő oklevele (1999)
- Országos Milleniumi Pályázat - különdíj (2000)
- Díj a Magyar Rádió irodalmi pályázatán (2002)
- Fehér Mária alkotói díj (2005)
- Lenkey - plakett (2013)
- Bólya Péter alkotói díj (2015)

## Kötetei
- Hol lakik az Isten? - novellák (2001)
- Aranyka - gyermektörténetek (2001)
- Kinek dolgozik az idő - szatírák (2004)
- Ördögszekér - novellák (2004)
- Egy pohár vihar - kisregény (2004)
- A két Lenkey - történelmi nagyregény (2005)- második kiadása (2007)
- Eltékozolt évek -novellák (2008)
- Lenkey huszárok - dokumentumkötet (2009)
- Bumeráng - novellák (2009)
- Csendélet tigrissel - Történetek Durciról - novellák (2010)
- A bicskafaló csuka - novellák (2011)
- Nömös tassi novellák - novellák (2011)
- A bicskafaló csuka - gyermektörténetek (2011)
- A négylábú ember - novellák (2012)
- A király nem meztelen - szatírák (2013)
- Napijegy a holtágra (2014)
- Tapicskoló (2014)
- Pacsirta a diófán. Novellák, elbeszélések; Hungarovox, Bp., 2016